# Devil’s Got a New Disguise – The Very Best of Aerosmith
The Very Best Of – Devil’s Got a New Disguise – kompilacja największych przebojów zespołu Aerosmith wydana w 2006 roku.

## Lista utworów
1. Dude (Looks Like A Lady)
2. Love In An Elevator
3. Livin' On The Edge
4. Walk This Way
5. Cryin'
6. Jaded
7. Crazy
8. Angel
9. Janie’s Got A Gun
10. Amazing
11. The Other Side
12. Dream On
13. Sweet Emotion
14. Falling In Love (Is Hard On The Knees)
15. Pink
16. I Don’t Want to Miss A Thing
17. Sedona Sunrise
18. Devil’s Got A New Disguise